# (8694) 1993 CO
1993 سي أو (ويعرف أيضًا باسم (8694) 1993 سي أو وفق تسمية الكوكب الصغير) (بالإنجليزية: 1993 CO)‏ هو كويكب ضمن حزام الكويكبات؛ وترتيبه 8694 من حيث الاكتشاف.
اكتُشف هذا الجُرم الفلكي بواسطة هيروشي كانيدا في 10 فبراير 1993.

## وصلات خارجية
- (8694) 1993 CO في قاعدة بيانات مختبر الدفع النفاث لأجرام النظام الشمسي الصغيرة

- الاكتشاف · مخطط المدار ·  العناصر المدارية · المعلمات المادية

- (8694) 1993 CO على موقع ويكي سكاي: DSS2, SDSS, GALEX, IRAS, Hydrogen α, X-Ray, Astrophoto, Sky Map, Articles and images